# Danmark-Amerika Fondet
Danmark-Amerika Fondet er stiftet 1914 var indtil 1955 kendt som Danmarks Amerikanske Selskab. Fondets formål er at formidle uddannelsesophold i USA for danske studerende og unge kandidater samt praktikophold. Danmark-Amerika Fondet er administrator af flere legater til studerende, som vil studere i USA. Fonden har i tidens løb sendt ca. 18.000 danskere på ophold i USA.
Fondets kapital stammer primært fra gaver fra dansk erhvervsliv samt fra andre fonde. I 1995 indgik fondet i et administrativt samarbejde med Fulbright Kommissionen, hvorved de to organisationer har fælles sekretariat, fælles direktør og deles om en lang række opgaver, herunder vejledning om studieophold i USA på universitetsniveau. Dronning Margrethe 2. er protektor for institutionen.
Fulbright Kommissionen har til formål at formidle Fulbright Program Scholarship - et amerikansk udvekslingsprogram stiftet af fhv. senator James William Fulbright, og et af verdens største scholarships.